# Скржинская, Марина Владимировна
Марина Владимировна Скржинская (род. 23.08.1939, Ленинград) — советский и украинский историк и археолог, исследовательница истории и культуры Древней Греции и античных государств Северного Причерноморья. Доктор исторических наук, старший научный сотрудник Института истории Украины НАН Украины, до этого ведущий научный сотрудник Института археологии НАН Украины.

## Биография
Дочь Е. Ч. Скржинской.
Окончила классическое отделение филологического факультета Ленинградского государственного университета (1961).
В 1968 году в ЛГУ имени А. А. Жданова под научным руководством А. И. Доватура защитила диссертацию на соискание учёной степени кандидата исторических наук.
В 1968—1972 годах преподаватель классических языков в ЛГУ имени А. А. Жданова и Ленинградском медицинском институте.
В 1972—2005 годах старший научный сотрудник и ведущий научный сотрудник Института археологии Украины НАН Украины.
В 1992 году в Санкт-Петербургском филиале Института российской истории РАН защитила диссертацию на соискание учёной степени доктора исторических наук.
С 2005 года старший научный сотрудник отдела истории Украины средних веков и раннего нового времени Института истории Украины НАН Украины.
Супруга Н. Ф. Котляра.
Автор более 140 работ, в том числе 5 монографий.

## Работы
- Скржинская, М. В. Античные письменные источники VII—IV вв. до н. э. о Северном Причерноморье : автореф. дис… д-ра ист. наук в форме науч. доклада: 07.00.09 / Скржинская Марина Владимировна ; РАН, Институт российской истории. Санкт-Петербургский филиал. — СПб., 1992. — 35 с.
- Будни и праздники Ольвии в VI—I вв. до н. э. / М. В. Скржинская. — СПб. : Алетейя, 2000. — 288 с.: ил. — (Античная библиотека. Исследования). — ISBN 5-89329-293-6
- Скифия глазами эллинов / М. В. Скржинская. — 2. изд. — СПб. : Алетейя, 2001. — 304 с. — (Серия «Античная библиотека. Исследования»). — ISBN 5-89329-108-5
- Древнегреческие праздники в Элладе и Северном Причерноморье / М. В. Скржинская ; Нац. акад. наук Украины, Ин-т истории Украины. — К. : Ин-т истории Украины Нац. акад. наук Украины, 2009. — 366 с.: ил. — ISBN 978-966-02-5041-3
- Скржинская М. В. Культурные традиции Эллады в античных государствах Северного При-черноморья. Киев: Институт истории Украины НАН Украины, 2010. 324 с.
- Под покровительством Фемиды